# Keisei Sakka

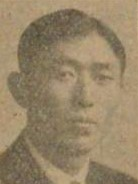
Keisei Sakka (um 1940)

Keisei Sakka (japanisch 属 啓成 Sakka Keisei, kor.: 박계성; * 17. Oktober 1902 in Pektchon (Korea); † 12. Oktober 1994 in Tokio) war ein koreanisch-japanischer Musikwissenschaftler, Musikkritiker und Musikschriftsteller.

## Leben und Werk
Keisei Sakka wurde am 17. Oktober 1902 in Pektchon (Korea) in eine koreanische Familie hineingeboren. Als Student heiratete er die japanische Pianistin Sumie. Keisei Sakka studierte bis 1932 Musikwissenschaft an der Kunitachi-Musikakademie. Er betrieb dann von 1934 bis 1937 Aufbaustudien am Wiener Staatskonservatorium und der Universität Wien. Während seines Studiums in Wien kam er mit Richard Stöhrs Musikalischer Formenlehre in Kontakt. Diese suchte er über eine Übersetzung in Japan einzuführen.
1943 wurde Keisei Sakka selbst Dozent an der Kunitachi-Musikakademie. 1954 erhielt er eine Professur an der Universität Seijo in Tokio. 1973 wurde er dort emeritiert.
Keisei Sakka veröffentlichte in japanischer Sprache Kompositionstechnik der modernen Musik (1944), Biographien von Ludwig van Beethoven (1942, 1944, Neuausgabe 1950 in sechs Bänden), Franz Schubert (1948) und Johann Sebastian Bach (1950), Eine italienische Reise auf den Spuren Mozarts (1956), Das Musikleben in Europa (1957) und theoretische Schriften.
Weiterhin veröffentlichte er ein Konzertlexikon (1969), eine Musikgeschichte in Bildern (1970), ferner eine Anzahl an Bildbiographien unter anderem zu Wolfgang Amadeus Mozart (1959), zu Frédéric Chopin, Joseph Haydn und Franz Schubert (1961), zu Franz Liszt (1962), zu Antonín Dvořák (1963), zu Johann Sebastian Bach und Georg Friedrich Händel (1966), zu Robert Schumann (1965). Keisei Sakka übersetzte auch mehrere Musikschriften aus dem Deutschen ins Japanische. An deutschsprachigen Beiträgen seien genannt Beethoven-Literatur in japanischer Sprache (Beethoven-Jb. II, 1955/56), Gagaku, die kaiserliche Hofmusik (in: Musica XIV, 1960), die Artikel Pädagogik der Musik Teil XI Japan (MGG 1962), Carl Orff in Japan (Orff-Institut, Jb. 1963) und Beethovens Klaviere: Der Klavierbau und Beethovens künstlerische Reaktion (in: Colloquium amicorum, Fs. J. Schmidt-Görg, Bonn 1967). Er edierte Beethovens The Appassionata Sonata op. 57 in zwei Heften mit Vorwort und Einleitung in englischer und japanischer Sprache.
Keisei Sakka wurde für seine musikwissenschaftlichen Leistungen vielfach ausgezeichnet. Er erhielt unter anderem 1961 das Verdienstkreuz Erster Klasse der österreichischen Regierung und 1968 die Goldene Verdienstmedaille der tschechischen Regierung. Er wurde 1962 Träger der Mozart-Medaille der Stiftung Mozarteum und 1975 Träger der Mozart-Medaille der Mozartgemeinde Wien. und Gründer der japanischen Mozartgesellschaft.